# Кралици на франките
Това е списък на кралиците на франките:

## Меровинги
- Базина, съпруга на Хилдерих I
- Клотилда, 2. съпруга на Хлодвиг I
- Еустера, 1. съпруга на Теодорих I, майка на Теодеберт I
- Суавегота, 2. съпруга на Теодорих I
- Ултрогота, съпруга на Хилдеберт I
- Ингунда, 1. съпруга на Хлотар I
- Гунтека (Гондиока, Гунтеука), съпруга на Хлодомер и 3. съпруга на брат му Хлотар I
- Арнегунда, 2. съпруга на Хлотар I
- Радегунда, 4. съпруга на Хлотар I
- Хунзина (Хунсена, Гунзинда), 5. съпруга на Хлотар I
- Деотерия (Деутерия), конкубина на Теодеберт I, майка на Теодебалд
- Визигарда, съпруга на Теудеберт I
- Валдерада, съпруга на Теодебалд и на Хлотар I
- Ингоберга (Ингеберга), съпруга на Хариберт I
- Мерофледа, наложница на Хариберт I
- Марковефа, наложница на Хариберт I
- Теодехилда (Теодогилда)
- Венеранда
- Маркатруда
- Аустрегилда
- Брунхилда, съпруга на Сигиберт I
- Аудовера, 1. съпруга на Хилперих I
- Галсвинта, 2. съпруга на Хилперих I
- Фредегунда, 3. съпруга на Хилперих I
- Faileude
- Билихилда, съпруга на Теодеберт II
- Теудехилда
- Ерменберга
- Халдетруда, 1. съпруга на Хлотар II
- Бертруда, 2. съпруга на Хлотар II, майка на Дагоберт I
- Сихилда, 3. съпруга на Хлотар II, майка на Хариберт II
- Фулберта, съпруга на Хариберт II
- Гоматруда, 1. съпруга на Дагоберт I
- Нантилда, 2. съпруга на Дагоберт I, майка на Хлодвиг II
- Рагнетруда, жена на Дагоберт I, майка на Сигиберт III
- Вулфегонда, 3. съпруга на Дагоберт I
- Берхилда
- Химнехилда, съпруга на Сигиберт III, майка на Дагоберт II
- Света Батилда, 2. съпруга на Хлодвиг II
- Билхилда, съпруга на Хилдерих II
- Хродехилда (Клотилда), съпруга на Теодорих III

## Каролинги
- Бертрада от Лаон, съпруга на Пипин III, майка на Карл Велики
- Химилтруда, връзка на Карл Велики
- Дезидерата, 1. съпруга на Карл Велики
- Хилдегард, 2. съпруга на Карл Велики
- Фастрада, 3. съпруга на Карл Велики
- Луитгард, 4. съпруга на Карл Велики
- Маделгарда, съ-жена на Карл Велики
- Герсвинда, първата конкубина на Карл Велики
- Регина, конкубина на Карл Велики
- Аделинда, конкубина на Карл Велики
- Герберга, съпруга на Карлман I
- Теуделинда Сенс
- Ирмингарда, 1. съпруга на Лудвиг Благочестиви
- Юдит Баварска, 2. съпруга на Лудвиг Благочестиви, майка на Карл II Плешиви
- Ирментруда, 1. съпруга на Карл II Плешиви
- Рихилда, 2. съпруга на Карл II Плешиви
- Ансгарда, 1. съпруга на Луи II
- Аделаида, 2. съпруга на Луи II
- Рихарда, съпруга на Карл III
- Теодрада, съпруга на Одо
- Фредеруна, 1. съпруга на Карл III
- Едгива, 2. съпруга на Карл III
- Адела (Елис), 1. съпруга на Робер I
- Беатрис Вермандоа, 2. съпруга на Робер I
- Емма Френска, съпруга на Раул
- Герберга Саксонска, съпруга на Луи IV
- Емма Италианска, съпруга на Лотар